# Prionognathus
Prionognathus is een geslacht van kevers uit de familie van de loopkevers (Carabidae). De wetenschappelijke naam van het geslacht is voor het eerst geldig gepubliceerd in 1851 door LaFerte-Senectere.

## Soorten
Het geslacht Prionognathus omvat de volgende soorten:
- Prionognathus fossor LaFerte-Senectere, 1851
- Prionognathus overlaeti (Burgeon, 1935)